# Cardiotoxicité

Épirubicine, une cardiotoxine

La cardiotoxicité est une forme de toxicité spécifique au muscle cardiaque. Elle se manifeste par l'apparition d'un dysfonctionnement électrophysiologique du cœur ou d'une lésion musculaire, le cœur devenant plus faible et n'étant plus aussi efficace pour pomper et donc faire circuler le sang. Elle est le fait de substances appelées cardiotoxines.
Parmi les substances cardiotoxiques, on peut notamment citer les anthracyclines, un classe d'anticancéreux d'origine naturelle.